# 豊田市立松平中学校
豊田市立松平中学校（とよたしりつ まつだいらちゅうがっこう）は、愛知県豊田市九久平町河原畑にある公立中学校。

## 沿革
- 1933年（昭和8年） - 愛知県松平公民学校として開校。
- 1935年（昭和10年） - 松平村立松平青年学校に改称。
- 1947年（昭和22年） - 松平村立松平中学校として開校。
- 1953年（昭和36年） - 町制施行により、松平町立松平中学校となる。
- 1970年（昭和45年） - 松平町の市町村合併により、豊田市立松平中学校となる。

## 著名な出身者
- 磯村嘉孝（プロ野球選手）

## 通学区域
以下の小学校区。
- 豊田市立岩倉小学校
- 豊田市立九久平小学校
- 豊田市立幸海小学校
- 豊田市立滝脇小学校
- 豊田市立豊松小学校

## 周辺
- 愛知県立松平高等学校
- 豊田市立九久平小学校
- 豊田松平郵便局
- 東海環状自動車道豊田松平IC
- 国道301号
- 愛知県道39号岡崎足助線